# Carl Friedrich Abel

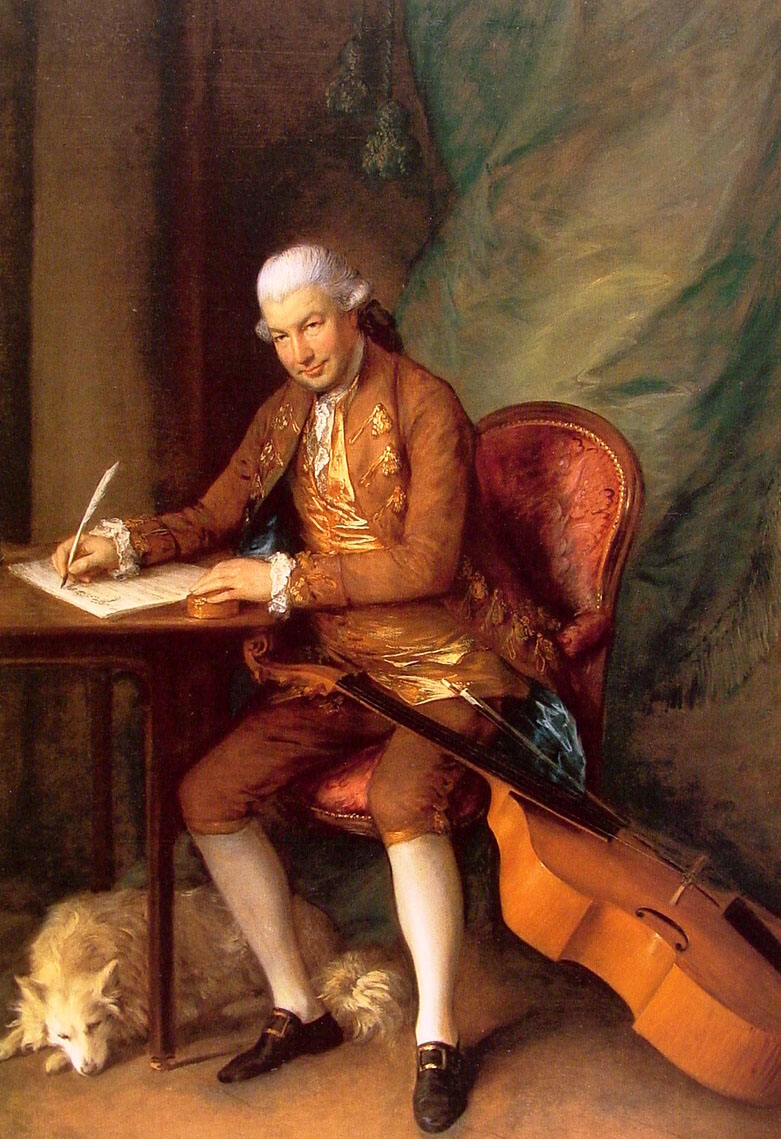
Carl Friedrich Abel, portret de Thomas Gainsborough, 1777

Carl Friedrich Abel (ortografiat uneori și Karl Friedrich Abel) (n.22 decembrie 1723, Köthen - d.20 iunie 1787, Londra) a fost un compozitor și instrumentist german.

## Biografie
Abel s-a născut într-o familie de muzicieni, tatăl său Christian Ferdinand Abel a fost instrumentist principal în orchestra lui Johann Sebastian Bach la Köthen. Timp de zece ani (1748-1758) face parte din orchestra lui Johann Adolph Hasse din Dresda, post pe care l-a obținut la recomandarea lui Bach.
În 1759 pleacă la Londra unde devine muzician al reginei Charlotte. În 1762 Johann Christian Bach, fiul cel mai mic al lui Johann Sebastian Bach vine la Londra și se împrietenește cu Abel. Împreună cei doi înființează "Bach-Abel-Concerts" (1764-1782), o serie celebră de concerte. În 1764 tânărul Mozart, în vizită la Londra, studiază compozițiile lui Abel. După moartea lui Johann Christian Bach în 1782, Abel revine pentru doi ani în Germania, dar neavând succes se reîntoarce la Londra unde moare sărac în 1787.
Carl Friedrich Abel a fost ultimul mare virtuoz al violei da gamba, pentru care a compus mai multe lucrări. Odată cu el, și instrumentul a dispărut de pe scene și din orchestre.

## Opera muzicală
S-au păstrat peste 200 de piese muzicale atribuite lui Carl Friedrich Abel. A scris simfonii,  concerte, uverturi, sonate, de asemenea a colaborat cu alți compozitori la mai multe opere.